# Hirato Taiki
Taiki Hirato (平戸 太貴 Hirato, Taiki, sinh ngày 18 tháng 4 năm 1997 ở Ibaraki) là một cầu thủ bóng đá người Nhật Bản thi đấu cho Kashima Antlers.

## Sự nghiệp
Taiki Hirato gia nhập câu lạc bộ tại J1 League; Kashima Antlers ngày 25 tháng 5 năm 2016, anh ra mắt ở J.League Cup (v Júbilo Iwata).

## Thống kê câu lạc bộ
Cập nhật đến ngày 23 tháng 2 năm 2018.
| Thành tích câu lạc bộ | Thành tích câu lạc bộ | Thành tích câu lạc bộ | Giải vô địch | Giải vô địch | Cúp                   | Cúp                   | Cúp Liên đoàn | Cúp Liên đoàn | Tổng cộng | Tổng cộng |
| Mùa giải              | Câu lạc bộ            | Giải vô địch          | Số trận      | Bàn thắng    | Số trận               | Bàn thắng             | Số trận       | Bàn thắng     | Số trận   | Bàn thắng |
| Nhật Bản              | Nhật Bản              | Nhật Bản              | Giải vô địch | Giải vô địch | Cúp Hoàng đế Nhật Bản | Cúp Hoàng đế Nhật Bản | J.League Cup  | J.League Cup  | Tổng cộng | Tổng cộng |
| --------------------- | --------------------- | --------------------- | ------------ | ------------ | --------------------- | --------------------- | ------------- | ------------- | --------- | --------- |
| 2016                  | Kashima Antlers       | J1 League             | 0            | 0            | 0                     | 0                     | 2             | 0             | 2         | 0         |
| 2017                  | Machida Zelvia        | J2 League             | 26           | 3            | 1                     | 0                     | –             | –             | 27        | 3         |
| Tổng cộng sự nghiệp   | Tổng cộng sự nghiệp   | Tổng cộng sự nghiệp   | 26           | 3            | 1                     | 0                     | 2             | 0             | 29        | 3         |